# Закавказька Демократична Федеративна Республіка
Закавка́зька Демократична Федерати́вна Респу́бліка (ЗДФР) — колишнє державне утворення у Закавказзі (території Бакинської, Єлизаветпольської, Еріванської, Тіфліської, Кутаїської губерній, Батумської та Карської областей, Закатальського й Сухумського округів), яке 22 квітня 1918 року Закавказький сейм проголосив незалежним від Росії.
Уряд очолив Акакій Чхенкелі. 
На вимогу Османської імперії Закавказький Сейм було розпущено й Закавказзя розпалось на три держави: 26 травня 1918 було проголошено Грузинську Демократичну Республіку, 28 травня — Азербайджанську Демократичну Республіку та Республіку Вірменія.

## Історія

### Передумови
Більша частина Південного Кавказу була поглинена Російською імперією в першій половині дев'ятнадцятого століття. Кавказьке віце-королівство спочатку було створено в 1801 році, щоб забезпечити пряме російське правління, і протягом наступних кількох десятиліть місцева автономія була зменшена, а російський контроль ще більше зміцнився, віце-королівство набуло більшої влади в 1845 році. Тифліс (нині Тбілісі), який був столицею грузинського Картлійсько-Кахетійського королівства, став резиденцією віце-короля та фактичною столицею регіону. Південний Кавказ був переважно сільським: окрім Тифлісу, єдиним іншим значущим містом був Баку, який виріс наприкінці дев'ятнадцятого століття, коли регіон почав експортувати нафту та став великим економічним центром. Етнічно регіон був дуже різноманітним. Трьома основними місцевими групами були вірмени, азербайджанці та грузини; росіяни також утвердилися після того, як Російська імперія поглинула територію.
З початком Першої світової війни в 1914 році Кавказ став головним театром, де Російська та Османська імперії воювали одна з одною в регіоні. Росіяни виграли кілька битв і проникли вглиб османської території. Однак вони були стурбовані тим, що місцеве населення, яке було переважно мусульманами, продовжуватиме слідувати за османським султаном Мехмедом V і завадить російським військам, оскільки він також був халіфом, духовним лідером ісламу. Обидві сторони також хотіли використати вірменське населення, яке проживало по той бік кордону, у своїх інтересах і розпалити повстання. Після військових поразок османський уряд обернувся проти вірмен і до 1915 року розпочав геноцид, під час якого було вбито близько 1 мільйона вірмен.
Лютнева революція 1917 року привела до падіння Російської імперії та встановлення в Росії тимчасового уряду. Намісник Кавказу, російський імператор Микола II, спочатку висловив свою підтримку новому уряду, але він був змушений залишити свій пост, оскільки імператорська влада ослабла. Тимчасовий уряд 22 березня 1917 року створив новий тимчасовий орган — Особливий Закавказький комітет (відомий під російською абревіатурою Озаком). Він складався з кавказьких представників у думі та інших місцевих лідерів, він мав служити «колективним намісництвом» і мав представників від етнічних груп регіону. Так само, як і в Петрограді, було встановлено двовладну систему, коли Озаком конкурував з Радами. Маючи незначну підтримку з боку уряду в Петрограді, Озаком мав проблеми зі встановленням своєї влади над радами, особливо над радами Тифліса. 

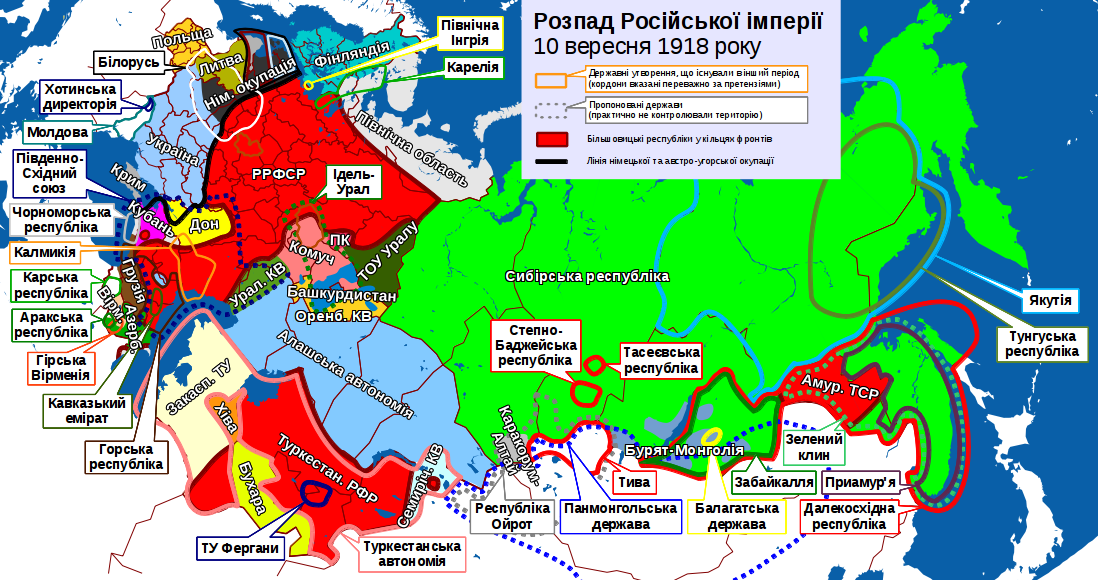
Розпад Російської імперії

## Склад уряду. Партійна приналежність та коротка біографія його членів
- Голова уряду та Міністр закордонних справ Закавказзя — Акакій Чхенкелі
- Міністр внутрішніх справ — Ной Рамішвілі
- Міністр фінансів — Олександр Хатісов
- Міністр шляхів сполучення — Худадат-бек Мелік-Асланов
- Міністр юстиції — Фаталі Хан Хойський
- Військовий міністр — Георгій Георгадзе
- Міністр землеробства — Ное Хомерікі
- Міністр народної просвіти — Насіб-бек Усуббеков
- Міністр торгівлі та промисловості — Маммед Гасан Гаджинський
- Міністр державного догляду — Р. Качазнуні
- Державний контролер — І. Гайдаров